# Skogsrået
La ninfa dei boschi (Titolo svedese: Skogsrået; sottotitolata ballade pour l'orchestre), Op. 15, è un poema sinfonico a programma per orchestra composto nel 1894-1895 dal compositore finlandese Jean Sibelius. La ballade, presentata per la prima volta il 17 aprile 1895 a Helsinki, sotto la direzione di Sibelius, segue l'omonimo poema del 1882 dello scrittore svedese Viktor Rydberg, in cui un giovane, Björn, vaga nella foresta e viene sedotto e spinto alla disperazione da una skogsrå, o ninfa dei boschi. Dal punto di vista organizzativo, il poema sinfonico è composto da quattro sezioni informali, ognuna delle quali corrisponde ad una delle quattro stanze della poesia ed evoca l'atmosfera di un episodio particolare: prima, vigore eroico; seconda, attività frenetica; terza, amore sensuale e quarta, inconsolabile dolore.

## Storia
Skogsrået fu eseguita altre tre volte in quel decennio poi, su richiesta del compositore, ancora una volta nel 1936. Mai pubblicata, la ballade era stata paragonata a lavori inconsistenti e giovanili che Sibelius aveva soppresso fino a che il musicologo finlandese Kari Kilpeläinen 'riscoprì' il manoscritto negli archivi dell'Università di Helsinki, "[cogliendo] di sorpresa la Finlandia e il mondo musicale". Osmo Vänskä e la Lahti Symphony Orchestra diedero la "première" dei giorni nostri della ballade il 9 febbraio 1996. Sebbene la partitura fosse stata effettivamente "persa" per sessant'anni, il suo materiale tematico era stato conosciuto in forma abbreviata tramite un melologo per narratore, pianoforte, due corni e archi. Sibelius probabilmente arrangiò il melodrama dal poema sinfonico, sebbene affermasse il contrario. Alcuni critici, pur ammettendo la bellezza delle idee musicali, hanno criticato Sibelius per l'eccessiva dipendenza dalla narrazione del materiale di origine e la mancanza di una struttura rigorosamente unificata che ha caratterizzato la sua produzione successiva, mentre altri, come Veijo Murtomäki, l'hanno salutato come un "capolavoro" degno di essere classificato tra le più grandi opere orchestrali di Sibelius.

## Composizione
Sibelius ammirava Rydberg e spesso mise in musica sue poesie, compreso il melodrama Snöfrid, op. 29 e War Song of Tyrtaeus. Il poema Skogsrået fu pubblicato per la prima volta nel 1882 e nel 1883 il futuro amico di Sibelius, l'artista Akseli Gallen-Kallela, lo illustrò. Nel 1888 o 1889 all'incirca, quando i due si incontrarono, Sibelius ambientò per la prima volta Skogsrået per voce e pianoforte. Questa ambientazione non è musicalmente correlata alla composizione di Sibelius del 1894-95.

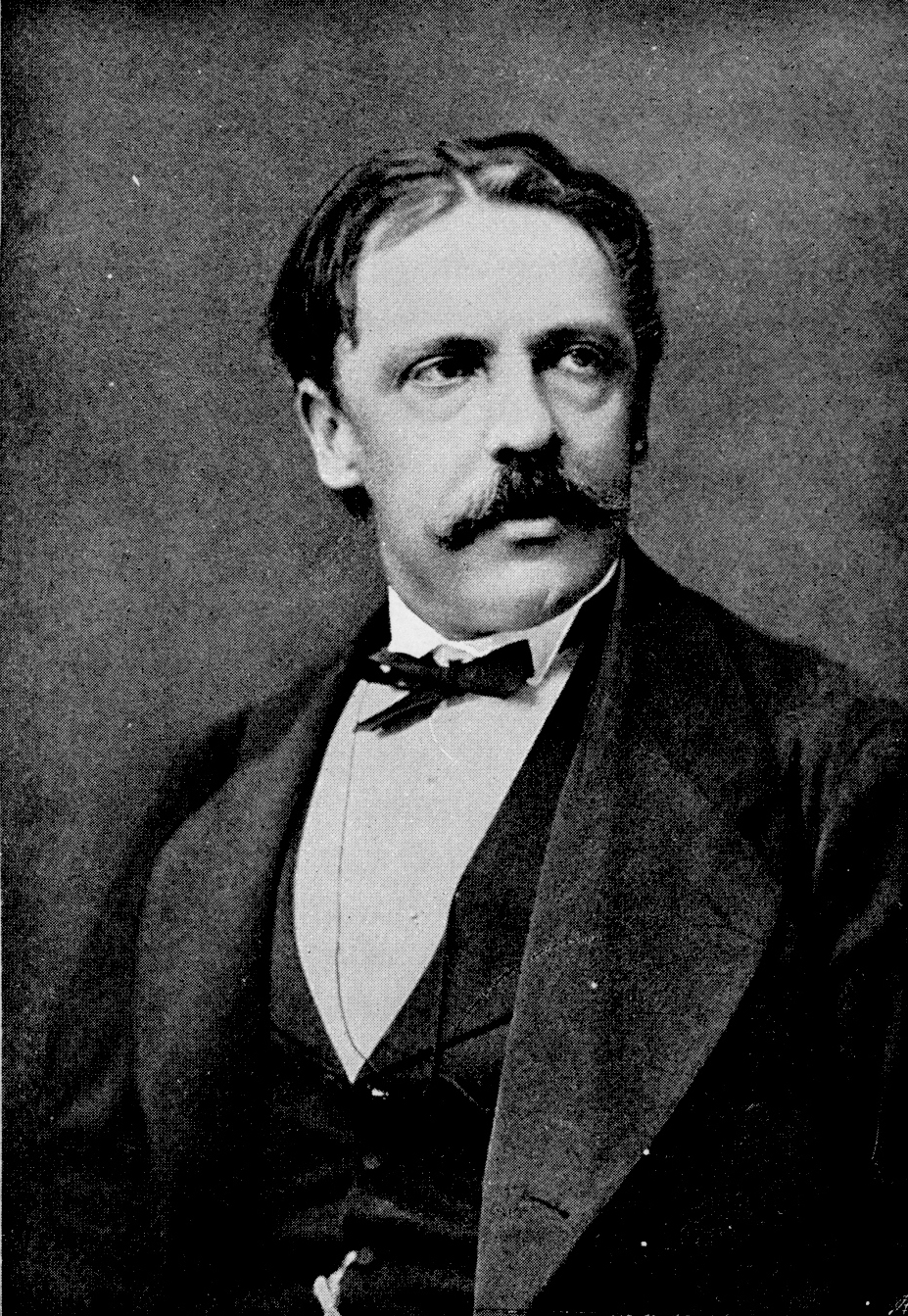
Viktor Rydberg nel 1876

 Nel 1894, sebbene Sibelius fosse una figura nazionale in Finlandia e avesse completato importanti lavori come Kullervo e Karelia, stava ancora lottando per liberarsi dei modelli wagneriani e sviluppare uno stile davvero individuale. L'origine del poema sinfonico rimane oscura ma La ninfa dei boschi potrebbe essersi evoluto gradualmente in musica da un'opera verista che Sibelius aveva pianificato, ma mai realizzato. Il libretto, come riportato in una lettera di Sibelius del 28 luglio 1894, racconta la storia di un giovane studente fidanzato che, durante un viaggio all'estero, incontra una ballerina esotica e ne è attratto. Al suo ritorno lo studente descrive la danza e la ballerina in modo così vivido che la sua fidanzata conclude che le è stato infedele; l'opera termina con una processione funebre per la fidanzata dello studente (la lettera non è chiara sulla causa della sua morte). Inoltre, in una lettera del 10 agosto 1894 Sibelius informa sua moglie, Aino, di una nuova composizione "nello stile di una marcia". Murtomäki sostiene che Sibelius adattò rapidamente le sue precedenti idee musicali alla trama di Skogsrået: la marcia divenne il tema di Björn della prima sezione di La ninfa dei boschi, il protagonista "andandosene (all'estero)" divenne il frenetico inseguimento della seconda, l'infedeltà con la ballerina divenne la seduzione della malvagia skogsrå nel terzo e la processione funebre dell'opera divenne la disperazione di Björn nel finale.
Mentre sia un poema sinfonico che un melodramma potrebbero venir fuori da questo materiale, non è chiaro quale forma musicale Sibelius inizialmente abbia usato per affrontare la poesia di Rydberg. Negli anni '30 il compositore affermò di aver composto per la prima volta il melologo (presentato in anteprima il 9 marzo 1895 in un ballo della lotteria a beneficio dello Svenska Teatern dove fu narrato da Axel Ahlberg), solo per rendersi conto in seguito che "il materiale avrebbe permesso un trattamento più ampio" come un poema sinfonico. Gli studiosi, tuttavia, hanno contestato questa cronologia, sostenendo che, data la prima del poema sinfonico un mese dopo, è "improbabile, se non del tutto impossibile" che Sibelius avesse potuto ampliare il melodrama così rapidamente. Probabilmente "compresse" il poema sinfonico precedente, eliminando ponti e ripetizioni, per produrre il melodrama snellito. Il manoscritto del melodrama ha molto meno correzioni rispetto al manoscritto della poema sinfonico, il che supporta questo punto di vista. Sibelius arrangiò anche la conclusione per pianoforte solo.

## Storia dell'esecuzione

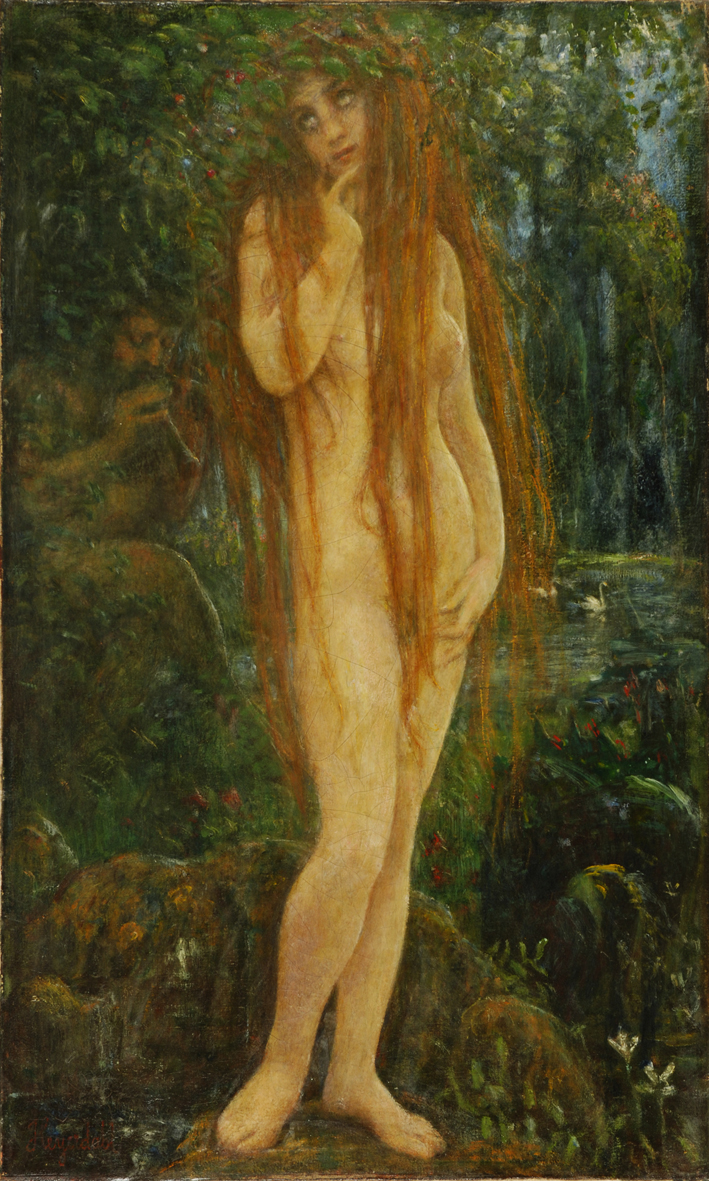
Nymfen del pittore realista norvegese Hans Heyerdahl, c.ca 1890

Il poema sinfonico fu presentato il 17 aprile 1895 nella Sala Grande dell'Università di Helsinki, con lo stesso Sibelius che dirigeva la Helsinki Orchestral Society; il programma comprendeva anche il poema sinfonico Vårsång (Spring Song) e selezioni dalla suite Karelia. Una replica dello spettacolo fu tenuta due giorni dopo. Nonostante una buona accoglienza, The Wood Nymph sarebbe stata suonata solo altre cinque volte durante la vita di Sibelius: due volte a Turku il 29 e 30 novembre 1897; due volte a Helsinki alla première della sua Sinfonia n. 1 il 26 e 30 aprile 1899 (un evento molto importante nella carriera di Sibelius e un segno che egli considerava La ninfa dei boschi un degno contrappunto alla sinfonia) e, dopo una pausa di 37 anni, una volta a Helsinki il 27 ottobre 1936.
Sibelius, che aveva settant'anni e si era ritirato ad Ainola, non era presente a quest'ultima esecuzione, anche se pare che abbia selezionato personalmente La ninfa dei boschi per il programma; Georg Schnéevoigt, che tagliò parecchio la partitura per riuscire ad adattare lo spettacolo al tempo assegnato dalla trasmissione radiofonica, diresse la Helsinki Philharmonic, alla presenza del presidente Pehr Evind Svinhufvud, il primo ministro Kyösti Kallio e il Maresciallo Carl Gustaf Emil Mannerheim.
Dopo il 1936 La ninfa dei boschi scomparve di nuovo dal repertorio. Durante la sua carriera Sibelius fu turbato da "blocchi" creativi e attacchi di depressione. Questo lo portava a gettare nel fuoco una partitura quando non riusciva a rivederla al livello da lui richiesto. Questo fu il destino della Sinfonia n. 8, il caso più noto, ma anche di molte opere degli anni 1880 e 1890. Non distrusse però Skogsrået. La ballade giaceva trascurata tra le oltre 10.000 pagine di carte e spartiti che la famiglia del compositore aveva depositato nel 1982 presso l'archivio della Biblioteca dell'Università di Helsinki. L'opera fu "riscoperta" dall'esperto di manoscritti Kari Kilpeläinen; il successivo controllo approfondito di Fabian Dahlström "colse di sorpresa la Finlandia e il mondo musicale": il poema sinfonico, lungo 22 minuti e strumentato per orchestra piena, era molto più che il melodrama "rimaneggiato senza il narratore" come molti nell'establishment culturale di Sibelius avevano ipotizzato che fosse. Skogsrået ricevette la sua "prima mondiale" dei giorni nostri il 9 febbraio 1996 dalla Lahti Symphony Orchestra, con la direzione di Osmo Vänskä. Vänskä aveva ricevuto il permesso dalla famiglia di Sibelius per eseguire il lavoro. Per necessità, Vänskä completò il manoscritto - pieno di modifiche e, quindi, "molto difficile da leggere" in isolamento - con le note dello spettacolo del 1936. Nel 2006 Breitkopf & Härtel hanno pubblicato la prima edizione di Skogsrået.

## Analisi musicale

### Orchestrazione
- Legni: ottavino, 2 flauti, 2 oboi, 2 clarinetti, clarinetto basso, 2 fagotti
- Ottoni: 4 corni, 3 trombe, 3 tromboni
- Percussioni: timpani, triangolo, grancassa, piatti, tamburello
- Archi: violini, viole, violoncelli, contrabbassi

### Struttura
Nel 1893 Sibelius aveva espresso la sua ferma convinzione della necessità di una motivazione poetica nella musica, in una lettera al poeta J. H. Erkko: "Credo che la musica da sola, essendo musica assoluta, non possa soddisfare. Risveglia sentimenti e stati d'animo, ma sempre qualcosa rimane insoddisfatto nelle nostre anime..." In una lettera ad Aino dell'agosto del 1894 Sibelius affermava di essere "davvero un pittore e poeta sinfonico" nello stampo dei poemi sinfonici di Liszt. In SkogsråetT, Sibelius aderisce strettamente alla struttura narrativa della poesia di Rydberg, tanto che alla première del 1895 i membri del pubblico ricevettero copie del materiale originale, che segnalavano la centralità della trama di Rydberg nello spettacolo. Per le sue qualità programmatiche i musicologi descrivono comunemente Skogsrået, sebbene in un unico movimento, come costituito da quattro sezioni informali o "tableau drammatici", ognuno dei quali corrisponde a una delle quattro stanze della poesia:
1. Alla marcia
2. Vivace assai—Molto vivace
3. Moderato
4. Molto lento

#### Prima sezione
Björn, "un ragazzo alto e bello", è annunciato da un'eroica fanfara di ottoni. La sua forza e il suo bell'aspetto hanno suscitato "gli spiriti maliziosi", e mentre si reca ad una festa una sera d'estate, è incantato dai boschi "cantanti". La musica di apertura, ariosa e trionfante in Do maggiore, ricorda l'ouverture di Karelia, op. 10 (da non confondere con la suite Op. 11) che Sibelius aveva scritto nel 1893, e non tradisce alcun segno del destino imminente di Björn. Il tema di Björn è riassunto alla fine della seconda sezione.
Audio playback is not supported in your browser. You can download the audio file.
| Originale svedese | Traduzione |
| --- | --- |
| Han Björn var en stor och fager sven med breda väldiga skuldror Med smärtare midja än andre män slikt retar de snöda huldror. Till gille han gick en höstlig kväll, då månen sken över gran och häll, och vinden drog med hi och ho över myr och skog, över hult och mo; då var honom trolskt i hågen, han ser åt skogen och har ej ro, han skådar åt himlabågen, men träden de vinka och nicka, och stjärnorna blinka och blicka: gå in, gå in, gå in i vinande furumo! | Björn era un ragazzo alto e bello Con spalle larghe e possenti, La sua vita più stretta degli agli altri uomini Risveglia quegli spiriti astuti. È andato a una festa alla vigilia d'autunno, Quando la luna brillava sull'abete rosso ed il dirupo, E il vento soffiava forte Con i suoi sciò, sciò, sciò Sopra la palude e il bosco Sul boschetto e la brughiera; Tutto ha incantato il suo pensiero: Vede la foresta con grande disagio, Guarda i cieli sopra, Ma gli alberi agitano e annuiscono, E le stelle scintillano e lampeggiano: Entra, entra, entra nel bosco lamentoso! |

#### Seconda sezione
Björn "volentieri ma sotto coercizione", si getta in profondità nella magica foresta nordica ed è incantato da nani malvagi e dispettosi, che "intrecciano una rete di raggi di luna" e "ridono rauchi del loro prigioniero". Considerata da alcuni critici la sezione più sorprendente del poema sinfonico, la musica "proto-minimalista" in La minore è allo stesso tempo ipnotica e deliziosamente propulsiva: Sibelius ripete e rielabora lo stesso motivo breve (appartenente inizialmente ai clarinetti) in un ricco arazzo di fiati, accelerando il tempo e aggiungendo corni e tromboni pulsanti, per produrre quello che Murtomäki ha descritto come un "campo sonoro modale-diatonico".
Audio playback is not supported in your browser. You can download the audio file.
| Originale svedese | Traduzione |
| --- | --- |
| Han går, han lyder det mörka bud, han gör det villig och tvungen; men skogens dvärgar i kolsvart skud, de fara med list i ljungen och knyta ett nät af månens sken och skuggan från gungande kvist och gren, ett dallrande nät i ris och snår bak vandrarens fjät, där fram han går och skratta så hest åt fången. I hidena vakna ulv och lo, men Björn han drömmer vid sången som runt från furorna ljuder och viskar, lockar och bjuder: gå djupare, djupare in i villande furumo! | Egli cammina, obbedisce a un oscuro comando, Volentieri sen va, costretto a proseguire; Ma gli gnomi della foresta in lucidi abiti neri, Passano di soppiatto attraverso l'erica E tessono una rete di raggi di luna E ombre di rami e steli ondeggianti, Una rete tremante Di cespugli e boschi cedui Dietro le orme del viandante, Come egli va, E così raucamente ridono del loro prigioniero. Nella loro tana veglia il lupo e la lince, Ma Björn, egli sogna la canzone Che sorge dai sospiri della foresta E sussurra, attirandolo e invitandolo: A proseguire sempre più in profondità nei boschi sconfinati! |

#### Terza sezione

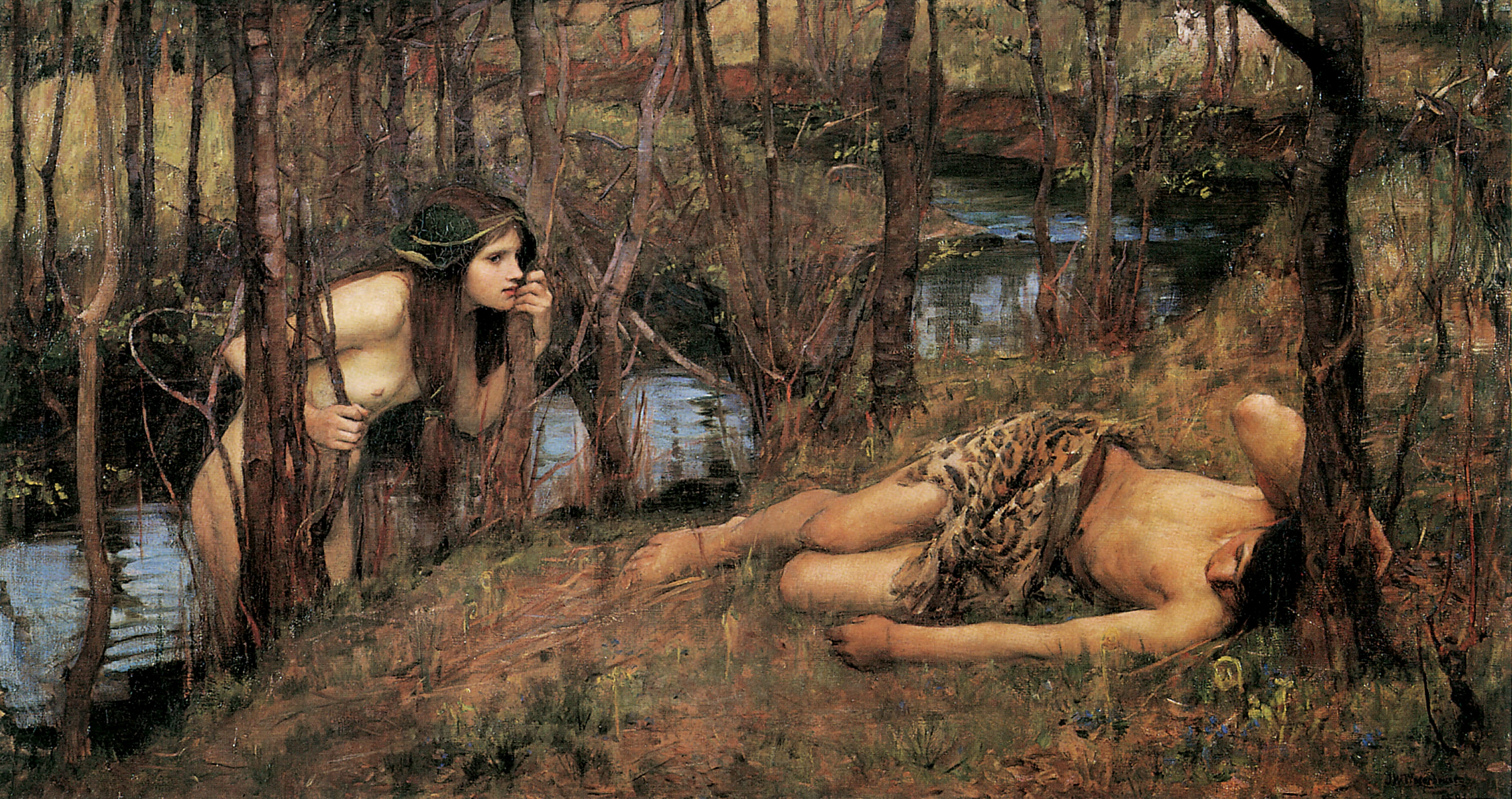
Il tema di un uomo mortale (in questo caso Ila addormentato), sedotto e condannato da una donna soprannaturale è un tema duraturo nel folklore e nell'arte. Ecco Ila con una Ninfa, 1893, di John William Waterhouse

Björn incontra una bellissima ninfa dei boschi (skogsrå) e ne è sedotto. La musica sensuale di una notte di mezza estate in Do diesis maggiore è "immersa in una sensazione erotica"; una cantilena per violoncello solista, cui si uniscono il corno e il pizzicato degli archi, che rappresentano le avance erotiche della ninfa. "Chi potrebbe resistere", ha scritto Glenda Dawn Goss in finta difesa, "la sua voce [la ninfa] gutturale del violoncello solista, i suoi movimenti sensualmente ondeggianti, un arto bianco intravisto, liscio come il miele, sotto un abito bianco luna, un seno dolcemente sollevato?"
Audio playback is not supported in your browser. You can download the audio file.
| Originale svedese | Traduzione |
| --- | --- |
| Nu tystnar brått den susande vind, och sommardäglig är natten, och vällukt ångar från blommig lind vid kärnens sovande vatten. I skuggan hörs ett prasslande ljud: Där böljar en skär, och månvit skrud, där vinkar en arm, så mjäll och rund, där häves en barm, där viskar en mund, där sjunka två ögon i dina och leka så blå en evig tro, att alla minnen försina; de bjuda dig domna och glömma, de bjuda dig somna och drömma i älskogsro i vyssande sövande furumo. | Ora il vento sospiroso si calma, E la notte è dolce estate E odori morbidi si alzano dai lime in fiore Dal laghetto dall'acqua dormiente. Nell'ombra si sente un fruscio: Si alza una scogliera e un sudario bianco come la luna, Là ondeggia un braccio Così bello e rotondo, Là sorge un seno, Là sussurra una bocca Là brillano due occhi nei tuoi E paiono così blu, per sempre sinceri, Così che tutti i ricordi possano appassire; Ti offrono rovina e tristezza, Ti offrono il sonno e il sogno Nella frondosa pace dei boschi silenziosi e addormentati. |

#### Quarta sezione
Avendo perso ogni speranza di felicità terrena (nel folklore svedese, un uomo che ha ceduto allo skogsrå è condannato a perdere la sua anima), Björn si dispera. La musica si trasforma dall'erotico Do diesis maggiore, ad una "marcia funebre" oscura e triste in Do diesis minore. Mentre il tema del violino ondulato e "dolorante" si infrange contro gli ottoni, Björn viene lasciato con un dolore inconsolabile, ossessionato dal ricordo dello skogsrå. "Quasi mai è stata scritta musica", ha scritto il critico musicale del quotidiano Uusi Suometar in seguito all'esecuzione del 1899, "che possa descrivere più chiaramente il rimorso".
Audio playback is not supported in your browser. You can download the audio file.
| Originale svedese | Traduzione |
| --- | --- |
| Men den, vars hjärta ett skogsrå stjäl, får aldrig det mer tillbaka: till drömmar i månljus trår hans själ, kan han ej älska en maka. De ögon blå i nattlig skog ha dragit hans håg från harv och plog, han kan ej le och fröjdas som förr, och åren de se inom hans dörr, men finna ej barn och blomma; han vesäll åldras i öde bo, kring härden stå sätena tomma, och väntar han något av åren, så väntar han döden och båren, Han lyss, han lyss med oläkeligt ve till suset i furumo. | Ma colui il cui cuore rubò una ninfa dei boschi, Non si può mai sperare di recuperarlo: Finché i sogni del chiaro di luna prendono la sua anima, Non mostrerà amore per una donna. Gli occhi blu nel bosco notturno Hanno portato via la sua mente dall'erpice e dall'aratro, Non può ridere E rallegrarsi più, E gli anni fanno capolino Attraverso la sua porta, Ma non trovano fiori o bambini; Egli invecchia scontroso in una nuda dimora, Intorno al focolare ci sono posti vuoti, E se sta aspettando ciò che gli anni gli porteranno, Egli non aspetta altro che la morte e la bara funebre, Egli ascolta, ascolta con triste dolore il sospiro degli alberi. |

## Accoglienza
Anche se ben accolto alla prima, l'opinione dei critici sui meriti di La ninfa dei boschi subì dei cambiamenti. Dopo la prima del 1895 Oskar Merikanto, scrivendo in Päivälehti, elogiò Sibelius per aver "magistralmente" ricreato la trama di Rydberg con l'uso di "colori unici e affascinanti", mentre il critico Karl Flodin nel Nya Pressen lamentava il fatto che era "indiscutibilmente troppo lungo". L'opinione dei giorni nostri è stata altrettanto equivoca. Pur ammettendo che Skogsrået contiene "alcune splendide idee melodiche" e "una partitura lussureggiante", Erik Tawaststjerna ha definito il lavoro come "l'esperimento" di un compositore "ancora alla ricerca delle sue basi come un poeta sinfonico", suggerendo che Sibelius dipende troppo dalla struttura narrativa del materiale sorgente. Murtomäki, pur lodando la ballade per la sua "freschezza della visione non forzata e l'audacia tonale" e "personaggi ben elaborati, originali e inventivi", concorda con Tawaststjerna che  Skogsrået è troppo episodico nella costruzione:
Nel complesso Skogsrået non è un lavoro ben unificato come le successive grandi opere orchestrali di Sibelius: le quattro leggende Lemminkäinen e le prime due sinfonie... Il problema formale è che mancano, per la maggior parte, i collegamenti; Sibelius sovrappone semplicemente diverse sezioni formali senza che gli elementi connettivi si spianino sulle giunture. In vista della sua posteriore padronanza dell'arte della transizione, ottenuta sovrapponendo delicatamente diverse trame e tempi, in Skogsrået Sibelius è ancora all'inizio del suo sviluppo. 

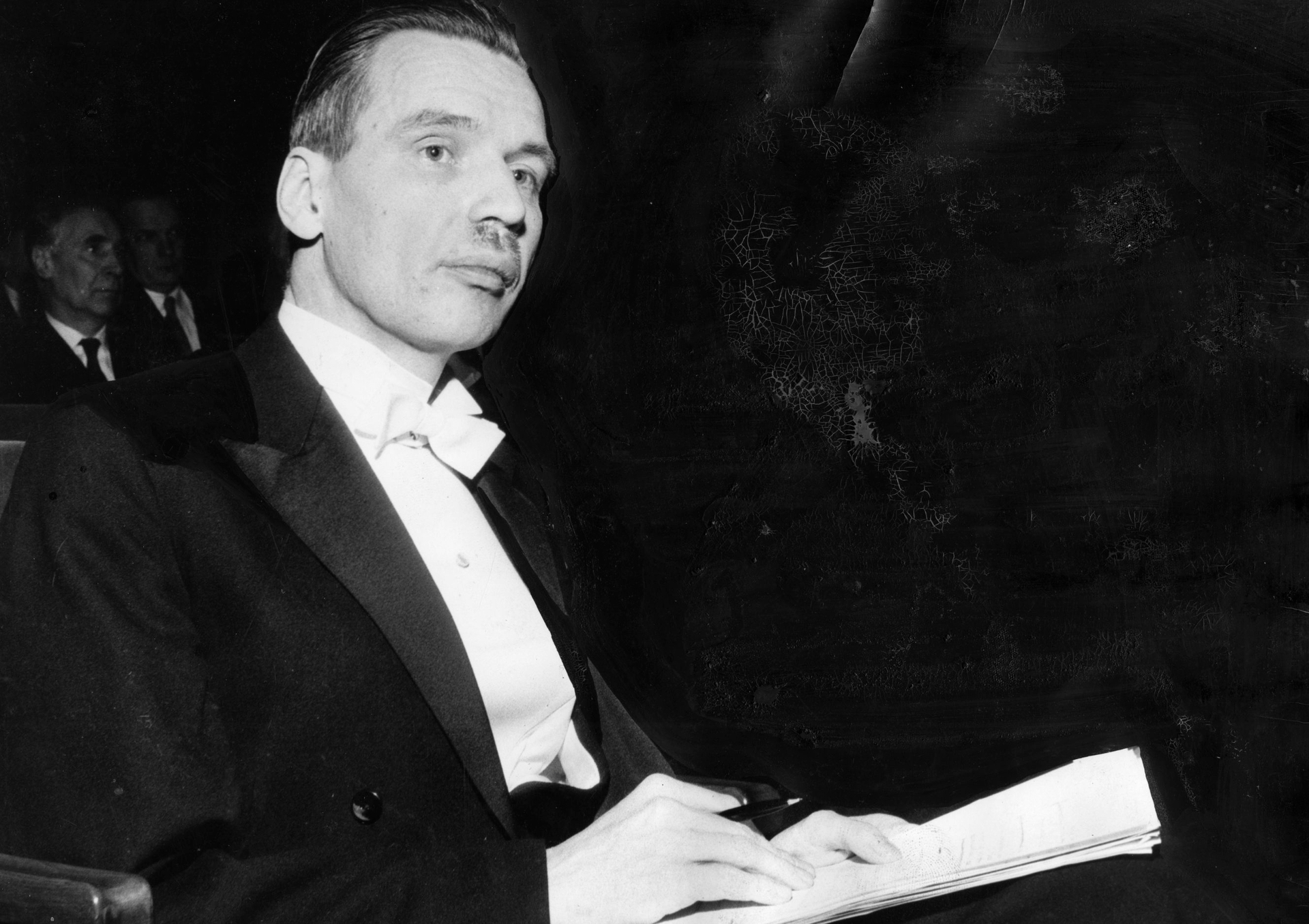
Erik Tawaststjerna, musicologo, amico e biografo di Sibelius

Guy Rickards, concordando sul fatto che Skogsrået "non sfugge mai completamente alla dipendenza dai versi", faceva eco a Tawaststjerna nel chiedersi cosa avrebbe potuto fare se Sibelius fosse tornato nella sua maturità a Skogsrået, come con En saga. La risposta del compositore finlandese Kalevi Aho è stata simile, definendo la ballade "un'opera interessante" che necessita di "una maggiore rifinitura". Il direttore finlandese Osmo Vänskä, tuttavia, sostenne la ballade. "È un pezzo eccezionale", ha dichiarato Vänskä in un'intervista. "Lui [Sibelius] non è mai riuscito a rivederlo, ma non c'è nulla di sbagliato nella musica. Sibelius non ha mai vietato l'esecuzione di Skogsrået. Stilisticamente gli studiosi hanno rilevato in Skogsrået l'influenza di Richard Wagner. Murtomäki, per esempio, vi trova il "vocabolario armonico erotico" di Tristan und Isolde nella terza sezione e il "motivo della domanda proibita" di Lohengrin nella marcia funebre del finale. Alla luce della "risposta nietzscheana" di Sibelius alle opere di Wagner (inizialmente innamorato, Sibelius nel luglio 1894 aveva ripudiato le idee di Wagner come "calcolate" e "fabbricate"), tali osservazioni sono particolarmente interessanti in quanto illustrano la misura in cui Sibelius, al tempo di La ninfa dei boschi, non era ancora riuscito a rompere con il maestro tedesco.

## Analisi

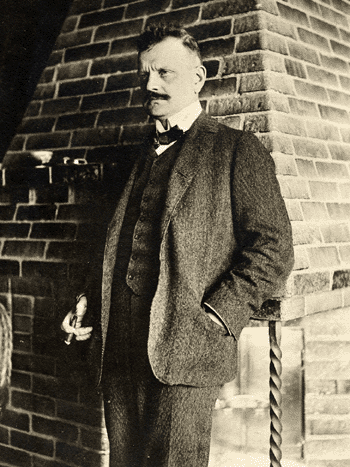
Sibelius nel 1907

### Dettagli autobiografici
Alcuni musicologi hanno ipotizzato che Skogsrået sia potenzialmente autobiografico. Murtomäki, in particolare, ha sostenuto che la rappresentazione nel poema sinfonico di "una fatale congiunzione sessuale" tra Björn e lo skogsrå è una possibile allusione alle indiscrezioni giovanili del compositore. "Il forte elemento autobiografico di Skogsrået è inconfondibile", ha scritto Murtomäki, aggiungendo che nella ballade, "Sibelius confessa probabilmente una relazione con Aino". Per Murtomäki la natura balladica di Skogsrået è la chiave interpretativa di come in quel genere "ci si aspettava che il cantante/narratore/compositore si rivelasse". All'epoca era normale che le prime compagnie sessuali di uomini della classe di Sibelius fossero prostitute. Murtomäki afferma che "Nella loro vita sessuale nascosta o 'non ufficiale', avevano sperimentato un certo tipo di avventura sessuale femminile che le loro mogli non potevano facilmente eguagliare". Egli ipotizza che Skogsrået e altre composizioni contemporanee fossero il metodo di Sibelius per affrontare le conseguenze emotive di questo e la sua colpa nei confronti di sua moglie Aino.
Concentrandosi sulla fantasia sessuale, Skogsrået differisce nettamente dal poema di Rydberg Snöfrid che Sibelius ambientò nel 1900. In Snöfrid, Gunnar, l'eroe patriottico, resiste al sensuale "abbraccio" di una ninfa dell'acqua per "combattere [invece] la lotta senza speranza" per il suo paese e "morire senza nome". Il contrasto tra Björn e Gunnar, sostiene Murtomäki, riflette la trasformazione personale di Sibelius: incoronato "eroe nazionale" dopo la prima della Sinfonia n. 1 del 1899, Sibelius voleva dimostrare di aver "superato il suo avventurismo primordiale" e di aver imparato a collocare paese prima dell'eccesso "libertino". La conclusione di Murtomäki, tuttavia, non è universalmente accettata. David Fanning, nella sua recensione del volume da lui curato in cui appare il saggio di Murtomäki, ha definito le speculazioni autobiografiche "dubbie" e "tendenziose". Per Fanning: "Per Murtomäki ogni accordo semi-diminuito sembra essere un accordo di Tristano, con tutto il bagaglio simbolico che comporta... Tale ermeneutica improbabile sconcerta e aliena... l'entusiasmo viene occasionalmente autorizzato a scatenarsi".

### La mancanza della pubblicazione
Perché Sibelius non sia riuscito a preparare Skogsrået per la pubblicazione è una questione che ha lasciato perplessi gli studiosi. Su consiglio di Ferruccio Busoni Sibelius nel 1895 offrì La ninfa dei boschi all'editore musicale russo Mitrofan Beljaev, ma non fu pubblicato. Murtomäki ha suggerito l'ipotesi che Sibelius, nonostante fosse affezionato a Skogsrået, fosse "incerto sul vero valore" della sua produzione dal 1890, un'ambivalenza che forse è meglio illustrata dalla storia di pubblicazioni frammentarie e molteplici revisioni delle quattro leggende di Lemminkäinen, che compaiono nel diario del compositore del 1911 sotto un elenco di opere da riscrivere. Sembra che anche Skogsrået fosse stata programmata da Sibelius per un riesame, però questo non è mai successo. Gli studiosi hanno offerto una serie di spiegazioni sul perché Sibelius potrebbe aver "voltato le spalle" alle sue prime composizioni. Forse, come maestro, ha guardato indietro alle opere della sua giovinezza come tecnicamente "inferiori" alla sua produzione matura; o, come artista in evoluzione, cercò di allontanarsi da esclamazioni nazionalistiche appassionate mentre sviluppava il suo stile musicale unico e mirava a passare da "eroe locale" a "compositore internazionale"; o, in quanto anziano statista, temeva di essersi "rivelato troppo" nelle prime opere "confessionali", come En saga, Lemminkäinen e le fanciulle dell'isola e Skogsrået. In assenza di qualsivoglia nuova informazione dalle carte di Sibelius, tuttavia, il motivo per cui La ninfa dei boschi non fu mai pubblicato, alla fine "sembra destinato a rimanere un argomento di speculazione".

## Discografia
Anche dopo l'ondata di pubblicità che seguì la sua ricomparsa, La ninfa dei boschi viene inciso raramente rispetto ad altri primi lavori di Sibelius. Ne fu data l'anteprima mondiale nel 1996 con l'etichetta BIS con Osmo Vänskä alla guida della Lahti Symphony Orchestra. Parte del materiale musicale non era disponibile fino alla pubblicazione dell'edizione critica di Breitkopf & Härtel JSW nel 2006 e non fu quindi incluso nelle registrazioni precedenti. La versione del 1888 per voce e pianoforte è stata registrata da Anne Sofie von Otter. Anche Erik Tawaststjerna ha registrato la versione per pianoforte solista, insieme alle altre trascrizioni per pianoforte di Sibelius. La registrazione di Vänskä del 1996 includeva anche la prima registrazione del melodrama, narrata da Lasse Pöysti.
| Direttore       | Orchestra                                | Data incisione | Durata | Disponibilità            |
| --------------- | ---------------------------------------- | -------------- | ------ | ------------------------ |
| Osmo Vänskä     | Lahti Symphony Orchestra                 | 1996           | 21:36  | BIS (BIS-CD-815)         |
| Shuntaro Sato   | Kuopio Symphony Orchestra                | 2003           | 22:22  | Finlandia (0927-49598-2) |
| Osmo Vänskä     | Lahti Symphony Orchestra                 | 2006           | 21:37  | BIS (BIS-SACD-1745)      |
| Douglas Bostock | Gothenburg-Aarhus Philharmonic Orchestra | 2007           | 21:05  | Classico (CLASSCD733)    |
| John Storgårds  | Helsinki Philharmonic Orchestra          | 2010           | 24:05  | Ondine (ODE 1147-2)      |

## Osservazioni
1. ↑  Durante il lungo periodo di oscurità del poema sinfonico, il drammatico monologo fu elencato come "Op.15" nelle liste dei lavori di Sibelius e il poema sinfonico fu omesso.[1]
2. ↑  Nelle opere raccolte, è catalogato come JS 171.[7]
3. ↑  Con il titolo Ur "Skogsrået" (Da "Skogsrået").[7]
4. ↑  Il melodrama fu eseguito in Tampere nel 1898 e in Joensuu nel 1911.[10]
5. ↑  Tawaststjerna, per inciso, deve essere stato uno dei pochissimi a esaminare il manoscritto della versione orchestrale durante la sua lunga oscurità.